# マーティン・ペイジ
マーティン・ペイジ（Martin Page、1959年9月23日 - ）は、イングランド出身のシンガーソングライターにしてベース奏者である。

## 略歴
1994年、ペイジはデビュー・ソロ・アルバム『ハウス・オブ・ストーン・アンド・ライト(en:In the House of Stone and Light (album))』を発表した。彼がグランド・キャニオンへの訪問を反映して書いたタイトルトラックは、同じ年に発表された。そのシングル「In the House of Stone and Light」は、Billboard Hot 100で14位に達した。
その後すぐ、彼の両親や何人かの親愛な友人が亡くなる悲劇に見舞われた。彼は2008年になってスタジオに戻り、ペイジとダイアン・ポンチャー (Diane Poncher)が立ち上げた独立レーベル「IroningBoard Records」のためにセカンド・アルバム『In the Temple of the Muse』をレコーディングした。『In the Temple of the Muse』収録曲の中には、ペイジによる「Mi Morena」と「Blessed」（ペイジが「コミットメント・ソング」と呼ぶ曲）の録音がある。彼は「Blessed (いまいましい)」とは具体的な誰かのことではなく、母親がまだ生きていて、曲を書いているときにスタジオの周りで、悲しくなるから演奏しないでと彼に訴えているのだと述べた。
ペイジのサード・アルバム『A Temper of Peace』は2012年にリリースされ、2015年には『Hotel of the Two Worlds』がリリースされた。2017年、彼は5枚目のアルバム『The Slender Sadness (The Love Songs)』を発表した。2018年10月、彼は『The Amber of Memory』と呼ばれるインストゥルメンタル・アンビエント・ミュージックで構成される6枚目のアルバムをリリースした。

## Q-Feelやその他のコラボレーション
ペイジはいくつかのイギリスのバンドとツアーを行っている。彼は友人のブライアン・フェアウェザーとポップ・グループのQ-Feelを結成した。Q-Feelは、ヒットシングル「Dancing in Heaven (Orbital Be-Bop)」で成功を収めた。その後すぐに、ペイジとフェアウェザーはロサンゼルスに移り、そこで音楽監督のダイアン・ポンチャーに出会った。当時、ポンチャーは「Cavallo, Ruffalo and Fargnoli Management」のボブ・カヴァッロのために働いていた。彼女はペイジとフェアウェザーに可能性を見出し、最終的に代理店を離れてマネージャーとなった。
ポンチャーとフェアウェザーと共に、ペイジはアース・ウィンド・アンド・ファイアー、キム・カーンズ、バーブラ・ストライサンドなどのバンドとコラボレートした。彼は最終的にエルトン・ジョンの長年にわたる共作者であるバーニー・トーピンと仕事するようになった。ペイジとトーピンは、スターシップの1985年のヒットシングル「シスコはロック・シティ」や、ハートの1986年のヒット曲「ジーズ・ドリームス」を作詞作曲している。
ペイジはレイ・パーカー・ジュニアによる『ゴーストバスターズ』のテーマソングでキーボードを演奏した。1987年のトーピンによるアルバム『Tribe』で2人は再びコラボレートし、後にゴー・ウエストのヒットシングル「King of Wishful Thinking」と「Faithful」を共同で作詞作曲した。ペイジは、ロビー・ウィリアムズ、コモドアーズ、ロビー・ロバートソン、トム・ジョーンズ、ジョシュ・グローバンなどのアーティストと仕事をしてきている。

## 私生活
ペイジは3匹の猫と、南カリフォルニアに住んでいる。結婚はしていない。

## 代表曲
- スターシップ : 「シスコはロック・シティ」 - "We Built This City"(全米1位)
- ゴー・ウエスト : "King of Wishful Thinking"、"Faithful"
- ハート : 「ジーズ・ドリームス」 - "These dreams"(全米1位)
- ジョシュ・グローバン : "Mi Morena"

## ディスコグラフィ

### スタジオ・アルバム
- 『ハウス・オブ・ストーン・アンド・ライト』 - In the House of Stone and Light (1994年、Island DefJam)
- In the Temple of the Muse (2008年、IroningBoard Records)
- A Temper of Peace (2012年、IroningBoard Records)
- Hotel of the Two Worlds (2015年、IroningBoard Records)
- The Slender Sadness (The Love Songs) (2017年、IroningBoard Records)
- The Amber of Memory (2018年、IroningBoard Records)

### シングル
- "In the House of Stone and Light" (1994年)
- "Keeper of the Flame" (1995年)
- "Put on Your Red Dress" (1995年)